# Heinrich Spaemann
Heinrich Spaemann (* 15. Juli 1903 in Sölde; † 1. Mai  oder 13. Mai 2001 in Überlingen) war ein deutscher römisch-katholischer Priester und Schriftsteller.

## Leben
Heinrich Spaemann wuchs in Westfalen in einem evangelischen Elternhaus auf. In den 1920er Jahren studierte er Kunstgeschichte in München und Berlin. In dieser Zeit trat er aus der Kirche aus. Er zog nach Berlin und wurde Mitglied der Redaktion der Sozialistischen Monatshefte. Sein Redaktionskollege war damals Joseph Bloch. Heinrich Spaemann heiratete die Tänzerin Ruth Krämer (1904–1936), eine Schülerin von Mary Wigman. Am 5. Mai 1927 wurde ihr gemeinsamer Sohn Robert Spaemann geboren. 1930 trat das Ehepaar in der Benediktinerabtei Gerleve in die katholische Kirche ein. Im selben Jahr ließen sie ihren Sohn taufen. Taufpate war Walter Dirks.
Nach dem Tod seiner Frau im Jahr 1936 begann der Witwer ein Studium der Katholischen Theologie. Am 28. Februar 1942 weihte ihn Bischof Clemens August Graf von Galen in Münster zum Priester und ernannte ihn zum Kaplan an St. Agatha in Dorsten. 1948 berief ihn Bischof Michael Keller zum Spiritual am Collegium Borromaeum in Münster und zum Religionslehrer an der dortigen Wohlfahrtsschule (heute Katholische Hochschule NRW). Seit 1950 wirkte Spaemann als Rektor im Kloster zum Guten Hirten in Münster und wurde 1955 nach Steinfeld in die Eifel krankheitsbedingt beurlaubt, wo er 1963 in den Ruhestand versetzt wurde. 1965 wechselte Spaemann in das damalige Benediktinerinnen-Priorat (heute Abtei) nach Dinklage und 1969 an das Vianney-Hospital in Überlingen am Bodensee. 1971 verlieh ihm Bischof Heinrich Tenhumberg den Titel Pfarrer; 1984 wurde Spaemann endgültig in den Ruhestand versetzt. In den 1960er Jahren hatte er sich Charles de Foucaulds Fraternität Jesus Caritas angeschlossen.
In seinen Veröffentlichungen äußerte sich Heinrich Spaemann zu Problemen von Politik und Kirche. Sein Sohn Robert Spaemann sagte über das Verhältnis zu seinem Vater: „Die Kommunikation zwischen uns war nicht immer konfliktfrei. Da war auf der einen Seite mein Widerspruchsgeist, auf der anderen seine eher künstlerische Natur – mit einer Neigung zu prophetisch-apodiktischer Rede.“
Das Grab Heinrich Spaemanns befindet sich beim Grab seiner Frau auf dem Klausurgelände der Benediktinerinnenabtei Kloster Burg Dinklage.

## Veröffentlichungen (Auswahl)
- Macht und Überwindung des Bösen: ein Beitrag zum Erlösungsverständnis. Münster 1950.
- Die kommende Welt. Verkündigung im Jahr des Herrn. Patmos, Düsseldorf 1956.
- Feuer auf die Erde zu werfen – der Christ als Geistergriffener. Freiburg im Breisgau 1962.
- Das Glaubenslicht. Herder, Freiburg im Breisgau 1963.
- Jesus und die Kranken. Zum Verständnis der Krankensalbung. Kyrios, Meitingen bei Augsburg 1964.
- Lazarus vor der Tür. Biblische Betrachtungen zum Thema Armut. Johannes, Einsiedeln 1968.
- Lazarus heute und der Reiche. Kyrios, Meitingen bei Augsburg 1971.
- Stunde des Glaubens. Einsiedeln, Freiburg im Breisgau 1972, ISBN 978-3-89411-224-0.
- Wir werden, was wir empfangen. Meitinger Kleinschriften 19. Kyrios, Freising 1972.
- Wer ist Jesus von Nazareth – für mich? 100 zeitgenössische Zeugnisse. München 1973.
- Der erneuerte Bund. Gottes Weg mit Israel. Präsenz, Gnadenthal 1980.
- Stärker als Not, Krankheit und Tod. Besinnung und Zuspruch. Herder, Freiburg im Breisgau 1981, ISBN 3-451-19395-7.
- Ehe es zu spät ist. Ein Appell. Kösel, München 1983.
- Die Strickleiter oder Aufstiege zum Osterfest. Meditationen. Kösel, München 1977, ISBN 3-466-25667-4.
- Wege ins Beten. Meditation und Gespräch. Kösel, München 1985.
- Drei Marien: Die Gestalt des Glaubens. Herder, Freiburg im Breisgau 1985.
- Das Prinzip Liebe. Herder, Freiburg im Breisgau 1986, ISBN 3-451-20830-X.
- Emmaus. Ein Weg. Illustrationen von Andreas Felger. Präsenz, Gnadenthal 1991.
- Brot brechen heute. Kyrios, Freiburg im Breisgau 1993.
- Was macht die Kirche mit der Macht? Denkanstöße. Herder, Freiburg im Breisgau 1993, ISBN 3-451-23190-5.
- Er ist dein Licht. Meditationen für jeden Tag. Herder, Freiburg im Breisgau 1993, ISBN 3-451-22643-X.